# Susanne Kreher
Susanne Kreher (20 de diciembre de 1998) es una deportista alemana que compite en skeleton.
Ganó dos medallas de oro en el Campeonato Mundial de Skeleton de 2023 y una medalla de bronce en el Campeonato Europeo de Skeleton de 2023.

## Palmarés internacional
| Campeonato Mundial | Campeonato Mundial   | Campeonato Mundial | Campeonato Mundial |
| Año                | Lugar                | Medalla            | Prueba             |
| ------------------ | -------------------- | ------------------ | ------------------ |
| 2023               | Sankt Moritz (Suiza) | Medalla de oro     | Individual         |
| 2023               | Sankt Moritz (Suiza) | Medalla de oro     | Equipo mixto       |
| Campeonato Europeo |                      |                    |                    |
| Año                | Lugar                | Medalla            | Prueba             |
| 2023               | Altenberg (Alemania) | Medalla de bronce  | Individual         |